# Damasen
Damasen (grekiska Δαμασην) var en jätte och hjälte i grekisk mytologi. Damasen var son till Gaia (Jorden) och var en av giganterna. Han kom från Lydien i Anatolien och besegrade monstret Drakon Maionios som härjade i landet.
Damasen kan vara en synonym för hjälten Herakles som ibland påstås ha varit den som dödat draken Maionios.